# Новоселье (Охватское сельское поселение)
Новоселье — деревня в Пеновском районе Тверской области.

## География
Находится в западной части Тверской области на расстоянии приблизительно 28 км на юг-юго-восток по прямой от районного центра поселка Пено.

## История
В 1859 году здесь было учтено 9 дворов. До 2020 года входила в Охватское сельское поселение Пеновского района до их упразднения.

## Население
Численность населения: 55 человек (1859 год), 31 (русские 100 %) 2002 году, 13 в 2010.